# Los Angeles Rams 1964
La stagione 1964 dei Los Angeles Rams è stata la 26ª della franchigia nella National Football League e la 18ª a Los Angeles In questa stagione i Rams eliminarono il colore giallo dalle proprie divise, virando su uno schema cromatico blu e bianco. Il giallo avrebbe fatto ritorno nel 1973.

## Calendario
| Stagione regolare |                        |           |        |
| Turno             | Avversario             | Risultato | Record |
| 1                 | at Pittsburgh Steelers | V 26–14   | 1–0–0  |
| 2                 | Detroit Lions          | P 17–17   | 1–0–1  |
| 3                 | Minnesota Vikings      | V 22–13   | 2–0–1  |
| 4                 | at Baltimore Colts     | S 35–20   | 2–1–1  |
| 5                 | at Chicago Bears       | S 38–17   | 2–2–1  |
| 6                 | San Francisco 49ers    | V 42–14   | 3–2–1  |
| 7                 | at Green Bay Packers   | V 27–17   | 4–2–1  |
| 8                 | at Detroit Lions       | S 37–17   | 4–3–1  |
| 9                 | Philadelphia Eagles    | V 20–10   | 5–3–1  |
| 10                | Chicago Bears          | S 34–24   | 5–4–1  |
| 11                | Baltimore Colts        | S 24–7    | 5–5–1  |
| 12                | at Minnesota Vikings   | S 34–13   | 5–6–1  |
| 13                | at San Francisco 49ers | S 28–7    | 5–7–1  |
| 14                | Green Bay Packers      | P 24–24   | 5–7–2  |

## Classifiche
| NFL Western Conference |    |    |   |      |       |     |     |     |
|                        | V  | S  | P | %    | CONF  | PF  | PS  | STR |
| Baltimore Colts        | 12 | 2  | 0 | .857 | 10–2  | 428 | 225 | V1  |
| Green Bay Packers      | 8  | 5  | 1 | .615 | 6–5–1 | 342 | 245 | P1  |
| Minnesota Vikings      | 8  | 5  | 1 | .615 | 6–5–1 | 355 | 296 | V3  |
| Detroit Lions          | 7  | 5  | 2 | .583 | 6–4–2 | 280 | 260 | V2  |
| Los Angeles Rams       | 5  | 7  | 2 | .417 | 3–7–2 | 283 | 339 | P1  |
| Chicago Bears          | 5  | 9  | 0 | .357 | 5–7   | 260 | 379 | S2  |
| San Francisco 49ers    | 4  | 10 | 0 | .286 | 3–9   | 236 | 330 | S1  |

Nota: I pareggi non venivano conteggiati ai fini della classifica fino al 1972.